# Ruta Provincial E 75 (Córdoba)
La Ruta Provincial E-75 es una breve vía de comunicación, ubicada en el Valle de San Javier, al Oeste de la provincia de Córdoba, República Argentina
.

Posee una longitud de unos 2,5 km y a través de ella, se puede acceder al camino que finaliza en el embalse Boca del Rio: una pequeña represa compensadora del Dique La Viña, y al que se le incorporó en agosto de 2021 una pequeña central hidroeléctrica: Cental Brochero Santo que posee dos turbinas tipo Francis de eje horizontal, para producción de 500 kW de energía eléctrica para consumo local.

Otro aspecto interesante de esta vía de comunicación, es que es parte integrante de la denominada Ruta del Vino de Córdoba, ya que en esta región se está recuperando paulatinamente la producción vitinivicola que otrora en las décadas de 1960 y 1970, fuera, junto a la producción tabacalera y papera, los ejes de economía del valle.

## Recorrido
El recorrido de la ruta se desarrolla en torno a la localidad de Las Tapias, una apacible localidad de unos 2000 habitantes.
, ubicada sobre en el cruce de las rutas  RP E-88  y la  RP 14